# Garlepps canastero
Garlepps canastero (Asthenes ottonis) is een zangvogel uit de familie van de ovenvogels (Furnariidae). Deze vogel is genoemd naar zijn ontdekker, de Duitse natuuronderzoeker Otto Garlepp (1864–1959).

## Verspreiding en leefgebied
Deze soort is endemisch in het zuidelijke deel van Centraal-Peru.

## Status
De grootte van de populatie is niet gekwantificeerd maar de soort wordt omschreven als vrij algemeen. Op de Rode lijst van de IUCN heeft deze soort de status niet bedreigd.